# Heterochelus inornatus
Heterochelus inornatus är en skalbaggsart som beskrevs av Louis Albert Péringuey 1902. Heterochelus inornatus ingår i släktet Heterochelus och familjen Melolonthidae. Inga underarter finns listade i Catalogue of Life.